# 백남준문화재단
백남준문화재단(Nam June Paik Cultural Foundation)은 백남준(白南準, Nam June Paik)의 예술적 업적을 기리고 백남준의 창조적 혁신적인 정신적 유산을 계승･발전하고 이를 통해 국내외 문화발전에 기여하기 위하여 2012년에 문화체육부 산하 공식문화재단으로 설립되었다.

## 조직
이사장으로 김홍희 (전 서울 시립미술관 관장, 카셀도큐멘타14 감독선정위원(2013), 광주비엔날레 총감독(2006), 베니스비엔날레 한국관 커미셔너(2003))
이사진으로 강애란 (이화여대 교수), 김금미 (아트앤아카이브 리써치센터 대표), 김정화 (서울 공예박물관장), 김원 (건축환경연구소 광장대표), 박소연 (위즈크리 에이티브대표), 서진석 (전 백남준 아트센터 관장, 대안공간 루프 대표), 이경은 (아트링크대표), 이경희 (수필가), 이대형 (베니스비엔날레 한국관 예술감독 (2017), 전 현대자동차 아트랩 디렉터), 이정성 (아트마스타 대표), 홍성은 (레이니에 그룹회장)
국제 이사로 이경화 (재미 미디어 아티스트) 
명예 이사장으로 고(故)황병기 (대한민국예술원 부회장), 이어령 (전 문화부 장관, 한중일비교문화연구소 이사장), 이영혜 (디자인하우스 대표), 이남식 (서울예대 총장)

## 연혁
2011.4.11 문화체육관광부ㆍ서울시교육청ㆍ KBS 업무협약식
2012.2.27 백남준 기념사업추진위원회발족
2012.7.30 문화체육관광부 법인설립 승인
목록화 사업
기간: 2013.5.1~2014.2.28
대상:국내공공기관 소장 백남준 작품
국내소장 비디오조각품73점 목록화
전시연보 작성및 해외 전문가 네트 워킹
쎄미나 개최
국내쎄미나 서울시립미술관 SEMA 1회 2013년 7월 19일 2회 2014년 1월 22일
국제쎄미나 2014년 2월7일

## 위치
서울 종로구 삼청로 22 3층